# 何宝文
何宝文（1944年8月—），男，广东顺德人，中国相声、喜剧、小品演员。

## 生平
1972年起业余创作和表演相声，编写过多篇广东话相声。曾任广州市相声艺术学会秘书长、相声艺术团团长、广东省曲协理事、广州市曲协理事、中国曲协成员。

## 著名作品
- 《无牌医生》
- 《特殊约会》
- 《真假难分》
- 《省港骑兵大比拼》